# Yoncé Banks

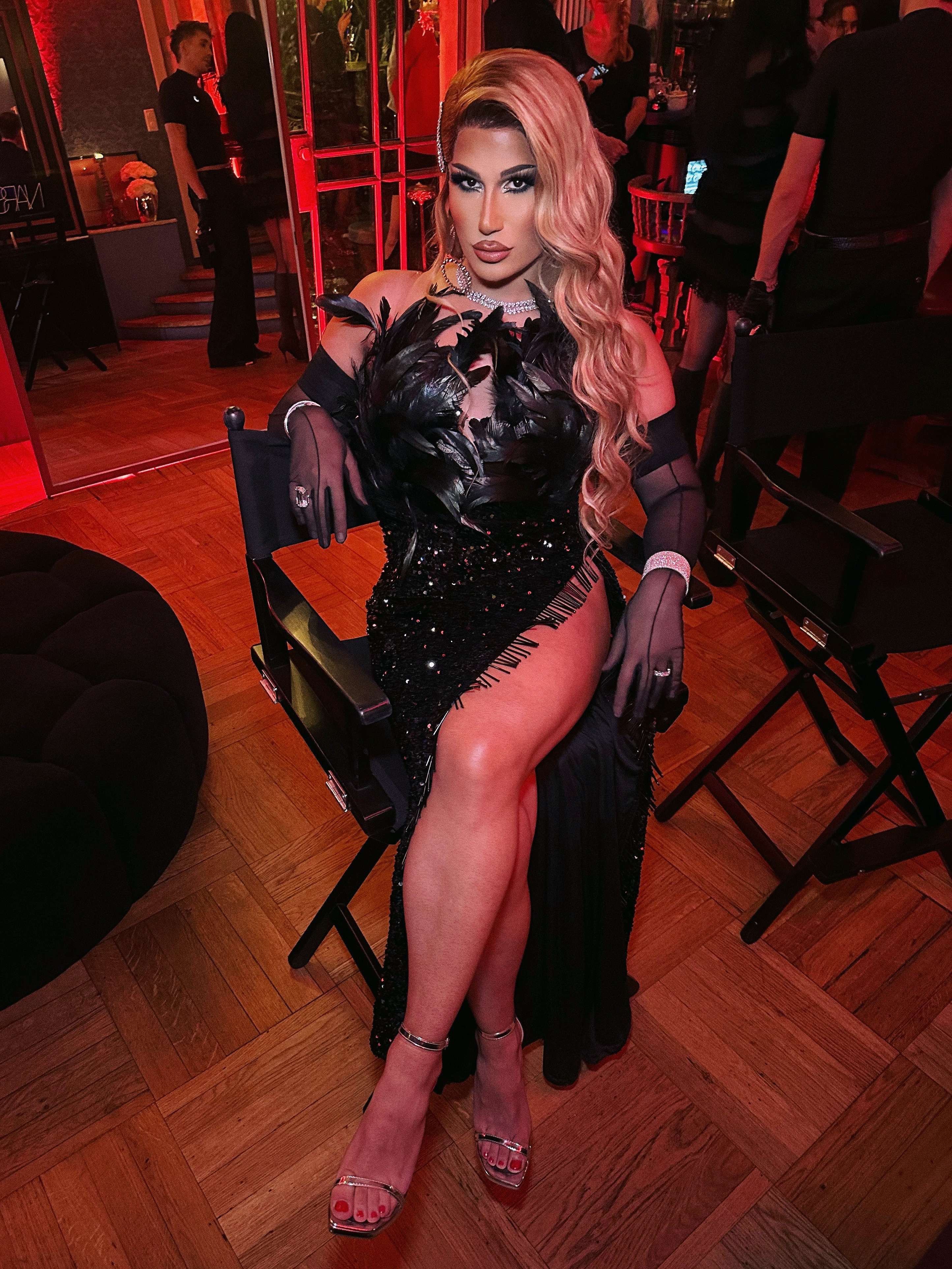
Drag Queen "Yoncé Banks"

Yoncé Banks (* 2. Juni 1993; bürgerlich Savvas) ist eine deutsche Dragqueen mit griechisch-italienischen Wurzeln. Sie gewann 2019 die Sendung Queen of Drags und 2021 die dritte Staffel von Die Alm.

## Karriere
2014 absolvierte Banks erste Showauftritte als männlicher Background-Tänzer im Showprogramm einer Hamburger Dragqueen und kam dort erstmals mit der Kunstform Drag in Berührung. 2015 kreierte Savvas dann die Kunstfigur Yoncé Banks und begann so seine ersten Schritte als Dragqueen. Ihren Dragnamen wählte Banks in Anlehnung an die Sängerin Beyoncé und das Model Tyra Banks. Yoncé Banks tritt in der Öffentlichkeit als Mann und als Dragqueen ausschließlich unter ihrem Künstlernamen auf.
Im Herbst 2019 nahm Banks an der ProSieben-Castingshow Queen of Drags teil und gewann die Show. Sie erhielt ein Preisgeld von 100.000 Euro, eine Kampagne mit der Kosmetikmarke MAC, eine Reise nach New York zum Christopher Street Day und erschien auf dem Cover der deutschen Cosmopolitan. Banks war somit die erste Dragqueen weltweit auf einem Cover des Magazins. Allerdings war ihre Ausgabe nur als eine Cosmo-Sonderedition und nur an ausgewählten Verkaufsstellen erhältlich. Die reguläre Januar-Ausgabe der deutschen Cosmopolitan erschien mit der Schauspielerin Zoey Deutch auf dem Titelbild.
2021 nahm Banks an der dritten Staffel Reality-Show Die Alm auf ProSieben teil, in der Banks überwiegend als Mann und nicht als Dragqueen mitwirkte. Im Finale konnte Banks sich gegen die Profi-Turnerin Magdalena Brzeska durchsetzen und gewann so den Titel der „Almkönigin“ und ein Preisgeld von 40.500 Euro.

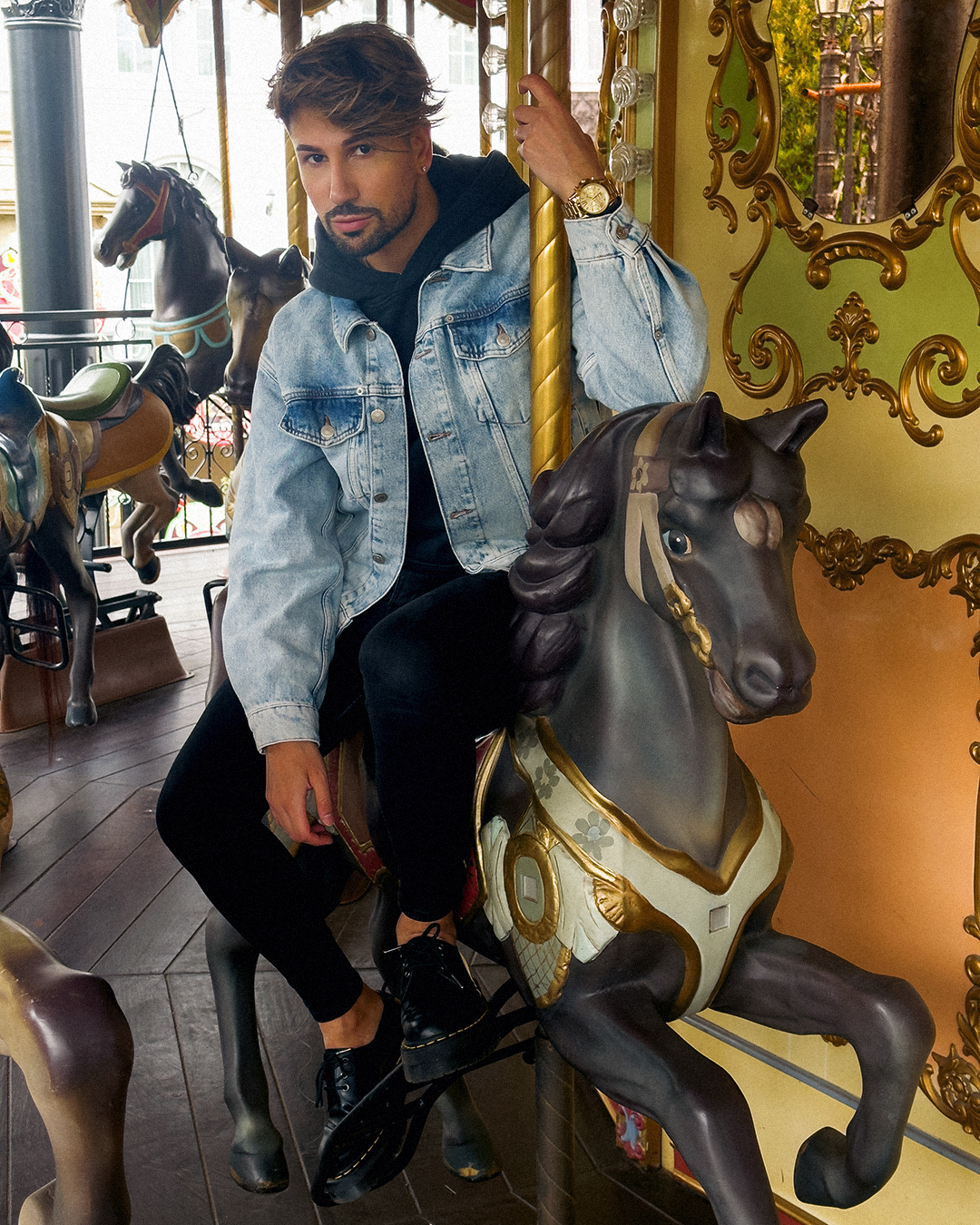
Hinter der Kunstfigur "Savvas"

Im Jahr 2025 wurde Savvas als Yoncé Banks zu einem der besonderen Highlights der Jubiläumsstaffel von Germany’s Next Topmodel. In der 20. Folge der 20. Staffel nahm er als Gastjuror an einem außergewöhnlichen Drag-Special teil. Eingeladen von Heidi Klum persönlich, wurde Savvas Ende Februar 2025 nach Los Angeles eingeflogen. An seiner Seite standen vier weitere Drag Queens, mit denen er bereits in der TV-Show Queen of Drags das Rampenlicht geteilt hatte. Jede der fünf Drag Queens übernahm die kreative Leitung über zwei der angehenden Topmodels. Gemeinsam bildeten sie Teams, die vor der Jury – inklusive Heidi Klum – eine komplette Performance auf die Bühne bringen mussten. Dabei wurden die Models erstmals selbst in Drag Queens verwandelt, was ihnen eine neue Ausdrucksform und Perspektive eröffnete und ihre Wandelbarkeit zeigen sollte. Yoncé Banks arbeitete mit zwei verschiedenen Duos. In der ersten Formation trat sie gemeinsam mit Eva und Jannik auf – ihr Auftritt, choreografisch ausgefeilt und emotional aufgeladen, wurde von ihrem eigenen Track "Lettin’ U Go" begleitet. In der zweiten Gruppe zeigte sie zusammen mit Daniela und Josi eine Inszenierung mit feuriger Tanzeinlage zu ihrem Song "Queen".
Musik

2020 veröffentlichte Banks ihre erste Single Extasy. Anfang 2021 erschien die Single Soldier. Im Juli 2024 erschien ihre erste EP Queen mit den Songs Queen, Lettin’ U Go, Freak, Sex By The Sea und Kiss Me Slow. Passend zum Fernsehauftritt bei Germany’s Next Topmodel nutzte Yoncé Banks den medialen Fokus und veröffentlichte parallel – im Mai 2025 – ihre neue Single Gimme That (Money).

## Fernsehauftritte
- 2018: Germany’s Next Topmodel (ProSieben)
- 2019: Queen of Drags (ProSieben)
- 2020: Promi Big Brother – Die Late Night Show (sixx)
- 2020: Lachen ist bunt! – Die CSD Comedy-Party (SWR)
- 2021: Das kann ich auch! Die Tutorial-Show (WDR)
- 2021: Die Alm (ProSieben)
- 2025: Germany’s Next Topmodel (ProSieben)

## Diskografie

### EPs
- 2024: Queen01. Queen – 02:38, 02. Lettin' U Go – 03:16, 03. Freak – 03:00, 04. Sex By The Sea – 02:47, 05. Kiss Me Slow – 02:57

### Singles
- 2020: Extasy (feat. Daniel Johnson) – 03:43
- 2021: Soldier - 03:17
- 2024: Queen - 02:38
- 2025: Gimme That (Money) – 03:39